# Pete and the Pirates
Pete and the Pirates est un groupe de rock indépendant britannique, originaire de Reading, en Angleterre. Leur premier album Little Death est sorti le 17 février 2008. Le groupe est constitué de Thomas Sanders (chant), Pete Hefferan (chant et guitare), David Thorpe (guitare), Pete Cattermoul (basse) and Jonny Sanders (batterie).
Le single Come On Feet est utilisé dans la bande-son du jeu UEFA Euro 2008. La chanson Blood Gets Thin est entendue dans un épisode de la série American Horror Story.

## Biographie

### Débuts (2004–2007)
Les frères Tommy Sanders et Jonny Sanders ont grandi en écoutant de la musique pendant leur adolescence. Jonny jouera plus tard dans un groupe avec le guitariste David Thorpe pendant ses études à la Maiden Erlegh School de Reading. Ce n'est pas avant leur départ du lycée qu'ils rencontrent le bassiste Peter Cattermoul et le guitariste Peter Hefferan. Le groupe comprend à l'origine Tommy Sanders et est mené par Peter Hefferan au chant. 
Après quelques concerts à Reading, le groupe est invité à une brève tournée avec le groupe de punk Wetdog, qui les emmène au Spitz d'un Spitalfield Market. Ils signent au label indépendant Stolen Recordings. Juste un mois plus tôt, les groupes étaient en studio à Hornsey pour un premier EP. Leur premier EP, Get Even, est limité à 500 CD accompagné de couvertures faites maison.
Après la sortie du premier EP, le groupe attire l'intérêt de Jason Lamont de CMO Management. Le groupe continue de jouer dans et autour de Londres, et Tommy Sanders se joint à eux en 2006. Le groupe fait, peu après, la rencontre de Lamont pour le management, et aussi de William Morris Endeavor pour les bookings. Des chansons issues de Wait, Stop Begin apparaitront dans leur premier album, Little Death. Le 25 août 2007, le groupe joue au Carling Tent du Reading Festival. Ils attirent ensuite l'intérêt du NME qui leur dédiera un article.

### Little Death(2008–2010)
En juin 2007, ils publient leur premier single, Come on Feet chez Stolen Recordings, et est cité par Steve Lamacq à son émission radio In New Music We Trust sur la BBC Radio 1. Il est aussi utilisé dans la bande-son du jeu UEFA Euro 2008.
Leur premier album, Little Death, produit par Gareth Parton et le groupe, est publié le 17 février 2008. Il est décrit par le NME comme « de la pop parfaite sans prétexte. » Pitchfork attribue à Little Death une note de 8 sur 10. The Guardian lui attribue une note de 3 étoiles sur 5. Pour Vice Magazine, cependant Little Death mérite une note de 0 sur 10 et remporte la place du « pire album du mois ».
Le groupe joue plusieurs concerts avec Maxïmo Park, Vampire Weekend, Pigeon Detectives et Gossip et sont la tête d'affiche du KOKO en septembre 2008. Pete and the Pirates jouent aussi des sessions pour la BBC 6 Music avec Stephen Merchant, George Lamb et plus fréquemment Marc Riley.

### One Thousand Pictures(2011–2012)
Leur deuxième album, One Thousand Pictures, produit par Brendan Lynch, est publié le 23 mai 2011 au Royaume-Uni. Le premier single qui en est extrait, Come to the Bar, est publié le 14 mars 2011. Le clip est réalisé par Rohan Thomas et Tylie Cox, et tourné au Lexington in Angel, de Londres. Il fait participer la danseuse Daniela Neugebauer. Il est inclus dans la bande son de l'émission télévisée Sirens. Le groupe se sépare en 2012.

## Discographie

### Albums studio
- 2008 : Little Death
- 2011 : One Thousand Pictures

### EPs et singles
- Get Even (2005)
- Wait Stop Begin (2006)
- Come On Feet (2007)
- Knots (2007)
- Mr. Understanding (2008)
- She Doesn't Belong To Me (2008)
- Jennifer / Blood Gets Thin (2008)
- Come To The Bar (2011)
- United (2011)